# Melaleuca nematophylla
Melaleuca nematophylla är en myrtenväxtart som beskrevs av Ferdinand von Mueller och Lyndley Alan Craven. Melaleuca nematophylla ingår i släktet Melaleuca och familjen myrtenväxter.
Artens utbredningsområde är Western Australia. Inga underarter finns listade i Catalogue of Life.